# آگوستو ساموئل بوید
آگوستو ساموئل بوید (انگلیسی: Augusto Samuel Boyd; زاده ۱ اوت ۱۸۷۹ – درگذشته ۱۷ ژوئن ۱۹۵۷) سیاستمدار و پزشک اهل پاناما بود. وی از ۱۸ دسامبر ۱۹۳۹ تا ۱ اکتبر ۱۹۴۰ رئیس‌جمهور پاناما بود.
آگوستو ساموئل بوید در ۱۷ ژوئن ۱۹۵۷، در سن ۷۷ سالگی درگذشت.